# Leon Robinson
Pour les articles homonymes, voir Leon et Robinson.
Leon Robinson, ou simplement Leon, est un acteur américain, né le 24 janvier 1962 dans le Bronx à New York.
Il est notamment connu pour avoir joué un des bobeurs jamaïcains dans la comédie Rasta Rockett.

## Filmographie

### Acteur
- 1982 : Making the Grade de Mel Damski (Série télévisée)

épisode Pilot (saison 1 épisode 1)
- 1983 : L'Esprit d'équipe (All The Right Moves) de Michael Chapman : Shadow
- 1983 : L'Unique Survivante (Sole Survivor) de Thom Eberhardt : chef du gang
- 1984 : Le Kid de la plage (The Flamingo Kid) Garry Marshall : Fortune Smith
- 1985 : Streetwalkin' (it) de Joan Freeman : Jason
- 1986 : Le Mal par le mal (Band of the Hand) de Paul Michael Glaser : Moss
- 1987 : Fort comme l'amour (The Father Clements Story) de Edwin Sherin (en) : Ice (Téléfilm)
- 1987 : Texas Police (Houston Knights) créé par Michael Butler (Série télévisée)

épisode Scarecrow (saison 1 épisode 7) : Scarecrow
- 1988 : The Lawless Land de Jon Hess : Road Kill
- 1988 : Colors de Dennis Hopper : Killer-Bee
- 1989 : The Women of Brewster Place de Donna Deitch : Abshu (Téléfilm)
- 1989 : A Mother's Courage: The Mary Thomas Story de John Patterson (Téléfilm)
- 1989 : Jack Killian, l'homme au micro (Midnight Caller) créé par Richard DiLello (Série télévisée)

épisode La Chute (The Fall) (saison 1 épisode 12) : Nathan 'Skate' Fillmore
- 1989 : Rick Hunter (Hunter) créé par Frank Lupo (Série télévisée)

épisode Investissement mortel (Investment in Death) (saison 6 épisode 3) : Iceman / Earl Taylor
- 1990 : La Loi de Los Angeles (L.A. Law) créé par Steven Bochco et Terry Louise Fisher (Série télévisée)

épisode Du sang et des larmes (Blood, Sweat and Fears) (saison 4 épisode 15) : Ronald 'Pinto' Sewell
- 1990 : Flying Blind : Larry Brown de Vince DiPersio (Téléfilm)
- 1990 : Madonna: The Immaculate Collection de Mary Lambert : l'homme innocent / Saint (segment Like a Prayer)  (Vidéofilm)
- 1991 : Bad Attitude de Bill Cummings (Téléfilm)
- 1991 : The Five Heartbeats de Robert Townsend : James Thomas 'J.T.' Matthews
- 1993 : Cliffhanger : Traque au sommet (Cliffhanger) de Renny Harlin : Kynette
- 1993 : Rasta Rockett (Cool Runnings) de Jon Turteltaub : Derice Bannock
- 1994 : Above the Rim de Jeff Pollack : Shep
- 1995 : Once Upon a Time... When We Were Colored de Tim Reid : Oncle Melvin
- 1995 : Où sont les hommes ? (Waiting to Exhale) de Forest Whitaker : Russell
- 1995-1996 : Central Park West créé par Darren Star (Série télévisée)

épisode Surprise (Showgirls) (saison 1 épisode 12) : Gabe Sands
épisode Le Retour (She Danced Only One Summer) (saison 1 épisode 13) : Gabe Sands
épisode L'Attaque (Hour of the Devil) (saison 2 épisode 1) : Gabe Sands
épisode Le Mariage (Guess Who's Come to Annoy You?) (saison 2 épisode 2) : Gabe Sands
- 1996 : Pure Danger de C. Thomas Howell : Felix (Vidéofilm)
- 1997 : Oz créé par Tom Fontana : Jefferson Keane (Série télévisée, saison 1)
- 1997 : Spirit Lost de Neema Barnette : John
- 1997 : Panique sur la voie express (Runaway Car) de Jack Sholder : Officier Isaiah 'Beau' Beaufort (Téléfilm)
- 1997 : The Price of Kissing de Vince DiPersio : Larry
- 1998 : Side Streets (en) de  Tony Gerber : Errol Boyce
- 1998 : The Temptations (en) de Allan Arkush : David Ruffin (Téléfilm)
- 1998 : C-16 (C-16: FBI) (Série télévisée)

épisode The Art of War (saison 1 épisode 8) : Robert Robinson
épisode My Brother's Keeper (saison 1 épisode 9) : Robert Robinson
- 1999 : Friends and Lovers de George Haas : Tyrell
- 1999 : Mean Streak de Tim Hunter : Altman Rogers (Téléfilm)
- 1999 : La Nuit des chauves-souris (Bats) de Louis Morneau : Jimmy Sands
- 1999 : Mr. Rock 'n' Roll: The Alan Freed Story de Andy Wolk : Jackie Wilson (Téléfilm)
- 2000 : Little Richard de Robert Townsend : Little Richard (Téléfilm)
- 2001 : Buffalo Soldiers de Gregor Jordan : Stoney
- 2001 : Ali de Michael Mann : Frère 'Joe'
- 2001 : Resurrection Blvd de Camilo Vila (Série télévisée)

épisode Arriba Y Abajo (saison 2 épisode 1) : Lawrence Hill
épisode La agonia y el extasis (saison 2 épisode 2) : Lawrence Hill
épisode Diez y Ocho (saison 2 épisode 3) : Lawrence Hill
épisode Secretos, Mentiras, y Expectativas (saison 2 épisode 4) : Lawrence Hill
épisode Los Guardias (saison 2 épisode 5) : Lawrence Hill
épisode Sangre de la Mano (saison 2 épisode 6) : Lawrence Hill
épisode Con Cuidado (saison 2 épisode 7) : Lawrence Hill
épisode Mano a Mano (saison 2 épisode 8) : Lawrence Hill
- 2002 : Four Faces of God d'Anthony Hartman : Jah
- 2003 : Preuve à l'appui (Crossing Jordan) créé par Tim Kring (Série télévisée)

épisode Tombé du ciel (Sunset Division) (saison 2 épisode 20) : Detective Vicellous Owens
- 2003 : Le Justicier de l'ombre (Hack) créé par David Koepp (Série télévisée)

épisode Le Voyage d'Ulysse (To Have and Have Not) (saison 2 épisode 9) : Ulysses Sims
- 2005 : Friends and Lovers de Je'Caryous Johnson : Tyrel (Vidéofilm)
- 2005 : Réussir ou mourir (Get Rich or Die Tryin') de Jim Sheridan : Slim
- 2007 : Cover de Bill Duke : Ryan Chambers
- 2008 : Capers de Julian M. Kheel : Ronald
- 2009-2010 : Diary of a Single Mom (Série télévisée)

épisode Creating a Village (saison 1 épisode 3) : Mike
épisode Eyes Don't Lie (saison 1 épisode 4) : Mike
épisode Halloween Ghosts (saison 1 épisode 5) : Mike
épisode Aftermath (saison 1 épisode 6) : Mike
épisode Thanksgiving's End (saison 1 épisode 8) : Mike
épisode Anybody for a Miracle? (saison 2 épisode 1) : Mike
épisode Trick Play (saison 2 épisode 2) : Mike
épisode The Meek Shall Inherit the Earth (saison 2 épisode 4) : Mike
épisode Emasculated (saison 2 épisode 8) : Mike
2020: Blue Bloods épisode "le prix à payer" (saison 10 épisode 5) : Cameron Gooding
- 2020 : L'amour revient toujours à Noël de David Winning
- 2023 : Swarm (1 épisode)

### Producteur
- 1991 : Bad Attitude de Bill Cummings (Téléfilm)